# Dragão Fashion Brasil
Dragão Fashion Brasil é um evento anual de moda que acontece na cidade de Fortaleza, Brasil. Tem esse nome em decorrência do local onde originalmente aconteciam os desfiles, o Centro Dragão do Mar de Arte e Cultura. É considerado o terceiro maior evento de moda do país.